# Gornja Ilova
Gornja Ilova (cyr. Горња Илова) – wieś w Bośni i Hercegowinie, w Republice Serbskiej, w gminie Prnjavor. W 2013 roku liczyła 754 mieszkańców.